# Nikola Jolović
Nikola Jolović (serbisch-kyrillisch Никола Јоловић; * 4. Mai 1979 in Belgrad) ist ein ehemaliger serbischer Fußballspieler. Das ehemalige Jungtalent galt als einer der Hoffnungsträger des jugoslawischen Fußballs in der Defensive.

## Karriere

### Klub
Seine Karriere begann Nikola beim FK Zemun in Serbien. Von dort aus wechselte er 2001 für eine Ablöse von 250.000 Euro zu Torpedo Moskau und machte so einen riesigen Karrieresprung. Zwar galt er anfangs noch als Perspektivspieler und sollte langsam an das Team herangeführt werden, jedoch gelang ihm nicht der endgültige Sprung zum Stammspieler. Zwar spielte er 2003 noch im UEFA-Cup gegen einen europäischen Spitzenklub wie Villarreal, allerdings endete sein Intermezzo beim russischen Topklub im Jahre 2005 vorzeitig, als diese ihn an Saturn Ramenskoje ausliehen. Dort konnte er eine exzellente Rückrunde spielen, welche er mit zwei Toren krönte, woraufhin Saturn die Kaufoption auf ihn zog. Durch finanzielle Schwierigkeiten war Ramenskoje später nicht mehr in der Lage, seinen Lizenzspieleretat zu halten, und musste Jolović abgeben. Inter Baku verpflichtete den mittlerweile 27-Jährigen ablösefrei.

### Nationalmannschaft
Jolović spielte mehrfach für die serbisch-montenegrinischen Nationalmannschaft in der U-21-Europameisterschafts-Qualifikation im Jahre 2002.

## Sonstiges
Nicht nur sportlich wusste Nikita die Öffentlichkeit auf sich zu richten. Immer wieder brachten ihn private Eskapaden in die Bredouille. Sein Faible für das Moskauer Nachtleben und schnelle Autos brachte ihm mehrere Geldstrafen ein sowie den Unmut des Trainers.